# Nyssia tenebraria
Nyssia tenebraria là một loài bướm đêm trong họ Geometridae.